# Ghiacciaio Mapple
Il ghiacciaio Mapple (in inglese Mapple Glacier) è uno stretto ghiacciaio lungo circa 24 km situato sulla costa di Oscar II, nella parte orientale della Terra di Graham, in Antartide. Il ghiacciaio, il cui punto più alto si trova 308 m s.l.m., si trova in particolare 3,4 km a nord del ghiacciaio Melville, da cui è separato da una serie di piccoli picchi, e da qui fluisce verso est, scorrendo tra la dorsale Arkovna e la dorsale Stevrek, nelle montagne di Aristotele, fino ad entrare nella baia Sexaginta Prista.

## Storia
Il ghiacciaio Mapple è stato esplorato e mappato dal British Antarctic Survey, che all'epoca si chiamava ancora Falkland Islands and Dependencies Survey, nel 1961 e, come molte delle formazioni circostanti, anch'esso è stato battezzato dal Comitato britannico per i toponimi antartici con un nome che avesse a che fare con la baleneria, padre Mapple è infatti il prete dei balenieri di Nantucket nel romanzo Moby Dick o La balena, di Herman Melville.